# Ядерное горение кислорода
Ядерное горение кислорода — условное название ядерной реакции слияния ядер кислорода-16 в недрах звёзд, тяжелее Солнца. Оно происходит при температуре около 1,5⋅109 К и плотности порядка 1010 кг/м3. Далее приведены основные реакции «горения» кислорода:
Реакции с двухчастичным конечным состоянием:
{\displaystyle \mathrm {_{8}^{16}O} +\mathrm {_{8}^{16}O} \rightarrow \mathrm {_{14}^{28}Si} +\mathrm {_{2}^{4}He} +Q}, Q = 9,594 МэВ
{\displaystyle \mathrm {_{8}^{16}O} +\mathrm {_{8}^{16}O} \rightarrow \mathrm {_{15}^{31}P} +\mathrm {_{1}^{1}H} +Q}, Q = 7,678 МэВ
{\displaystyle \mathrm {_{8}^{16}O} +\mathrm {_{8}^{16}O} \rightarrow \mathrm {_{16}^{31}S} +\mathrm {_{0}^{1}n} +Q}, Q = 1,500 МэВ
{\displaystyle \mathrm {_{8}^{16}O} +\mathrm {_{8}^{16}O} \rightarrow \mathrm {_{15}^{30}P} +\mathrm {_{1}^{2}D} -Q}, Q = 2,409 МэВ
{\displaystyle \mathrm {_{8}^{16}O} +\mathrm {_{8}^{16}O} \rightarrow \mathrm {_{16}^{32}S} +\gamma +Q}, Q = 16,54 МэВ
Реакции с трёхчастичным конечным состоянием:
{\displaystyle \mathrm {_{8}^{16}O} +\mathrm {_{8}^{16}O} \rightarrow \mathrm {_{16}^{30}S} +2\,\mathrm {_{1}^{1}H} +Q}, Q = 0,381 МэВ
{\displaystyle \mathrm {_{8}^{16}O} +\mathrm {_{8}^{16}O} \rightarrow \mathrm {_{12}^{24}Mg} +2\,\mathrm {_{2}^{4}He} -Q}, Q = 0,39 МэВ
{\displaystyle \mathrm {_{8}^{16}O} +\mathrm {_{8}^{16}O} \rightarrow \mathrm {_{13}^{27}Al} +\mathrm {_{2}^{4}He} +\mathrm {_{1}^{1}H} -Q}, Q = 1,99 МэВ
Для массивных звезд (более 25 солнечных масс) длительность горения кислорода оценивается в 0,5 года.